# ISO 3166-2:CO
ISO 3166-2:CO é a entrada para Colômbia no ISO 3166-2, parte do padrão ISO 3166 publicado pela Organização Internacional para Padronização (ISO), que define códigos para os nomes das principais  subdivisões (ex.:, províncias ou estados) de todos os países codificado em ISO 3166-1.
Atualmente para a Colômbia, ISO 3166-2 códigos são definidos para capital de distrito 1 e 32 departamentos. A capital de distrito de Bogotá tem status especial igual aos departamentos.
Cada código é constituído por duas partes, separadas por um hífen. A primeira parte é  CO, o código ISO 3166-1 alfa-2 da Colômbia. A segunda parte é uma das seguintes:
- duas letras: capital de distrito
- três letras: departamentos

## Códigos atuais
Os nomes de subdivisões estão listados como no padrão ISO 3166-2 publicado pelo  ISO 3166 Maintenance Agency (ISO 3166/MA). São classificados na ordem tradicional do alfabeto espanhol: a-c, ch, d-l, ll, m-n, ñ, o-z.
Clique no botão no cabeçalho para classificar cada coluna.
| Código | Nome da subdivisão                        | Categoria da subdivisão |
| ------ | ----------------------------------------- | ----------------------- |
| CO-DC  | Distrito Capital                          | distrito capital        |
| CO-AMA | Amazonas                                  | departamento            |
| CO-ANT | Antioquia                                 | departamento            |
| CO-ARA | Arauca                                    | departamento            |
| CO-ATL | Atlántico                                 | departamento            |
| CO-BOL | Bolívar                                   | departamento            |
| CO-BOY | Boyacá                                    | departamento            |
| CO-CAL | Caldas                                    | departamento            |
| CO-CAQ | Caquetá                                   | departamento            |
| CO-CAS | Casanare                                  | departamento            |
| CO-CAU | Cauca                                     | departamento            |
| CO-CES | Cesar                                     | departamento            |
| CO-COR | Córdoba                                   | departamento            |
| CO-CUN | Cundinamarca                              | departamento            |
| CO-CHO | Chocó                                     | departamento            |
| CO-GUA | Guainía                                   | departamento            |
| CO-GUV | Guaviare                                  | departamento            |
| CO-HUI | Huila                                     | departamento            |
| CO-LAG | La Guajira                                | departamento            |
| CO-MAG | Magdalena                                 | departamento            |
| CO-MET | Meta                                      | departamento            |
| CO-NAR | Nariño                                    | departamento            |
| CO-NSA | Norte de Santander                        | departamento            |
| CO-PUT | Putumayo                                  | departamento            |
| CO-QUI | Quindío                                   | departamento            |
| CO-RIS | Risaralda                                 | departamento            |
| CO-SAP | Santo André, Providência e Santa Catarina | departamento            |
| CO-SAN | Santander                                 | departamento            |
| CO-SUC | Sucre                                     | departamento            |
| CO-TOL | Tolima                                    | departamento            |
| CO-VAC | Valle del Cauca                           | departamento            |
| CO-VAU | Vaupés                                    | departamento            |
| CO-VID | Vichada                                   | departamento            |

## Mudanças
As alterações a seguir à entrada foram anunciadas em boletins pela ISO 3166/MA desde a primeira publicação da ISO 3166-2, em 1998:
| Boletim        | Data de emissão | Descrição da alteração no boletim |
| -------------- | --------------- | --------------------------------- |
| Newsletter I-6 | 2004-03-08      | Mudança de nome de CO-DC          |